# Metarungia pubinervia
Metarungia pubinervia là một loài thực vật có hoa trong họ Ô rô. Loài này được (T. Anderson) Baden mô tả khoa học đầu tiên năm 1984.

## Hình ảnh

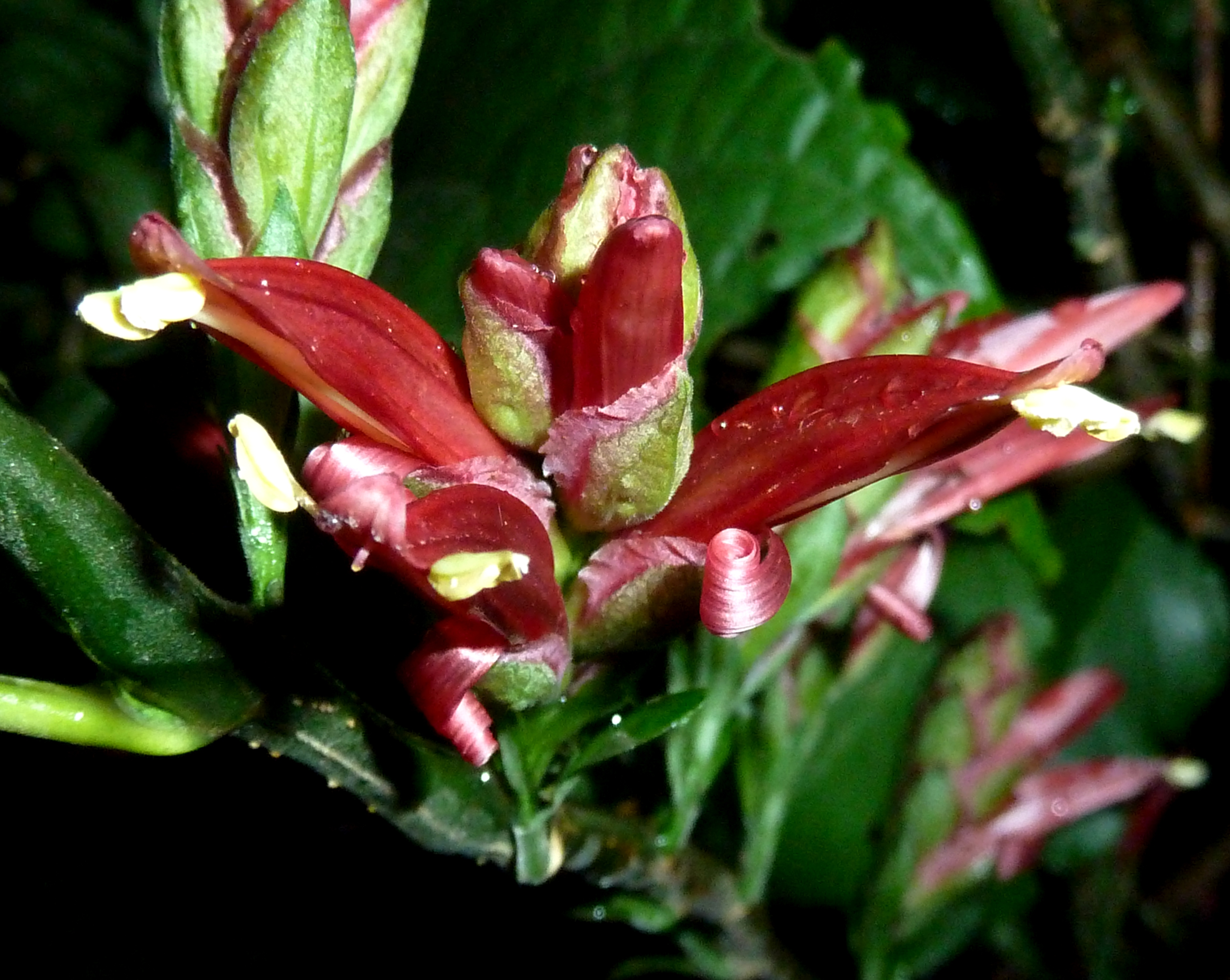
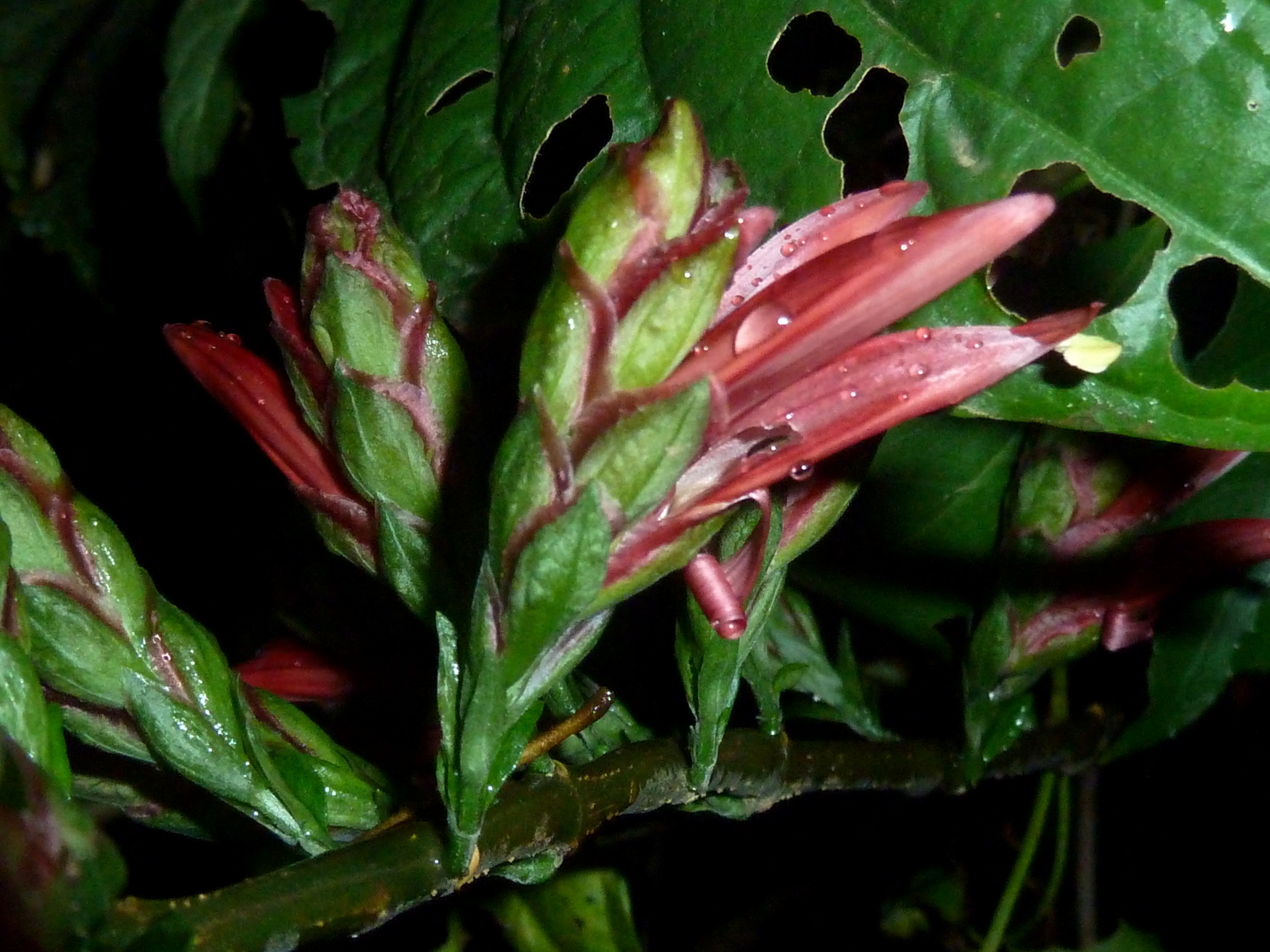
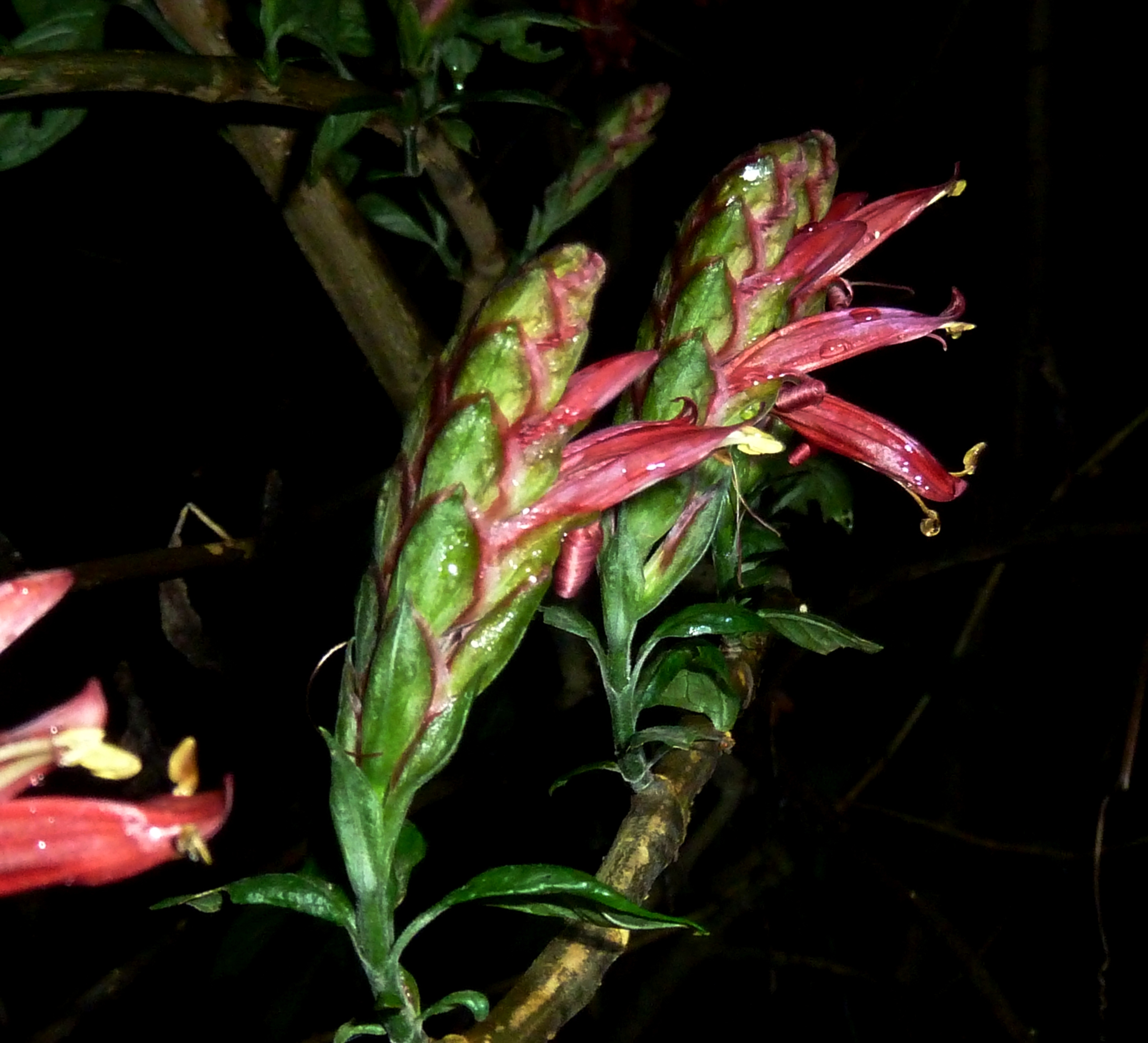
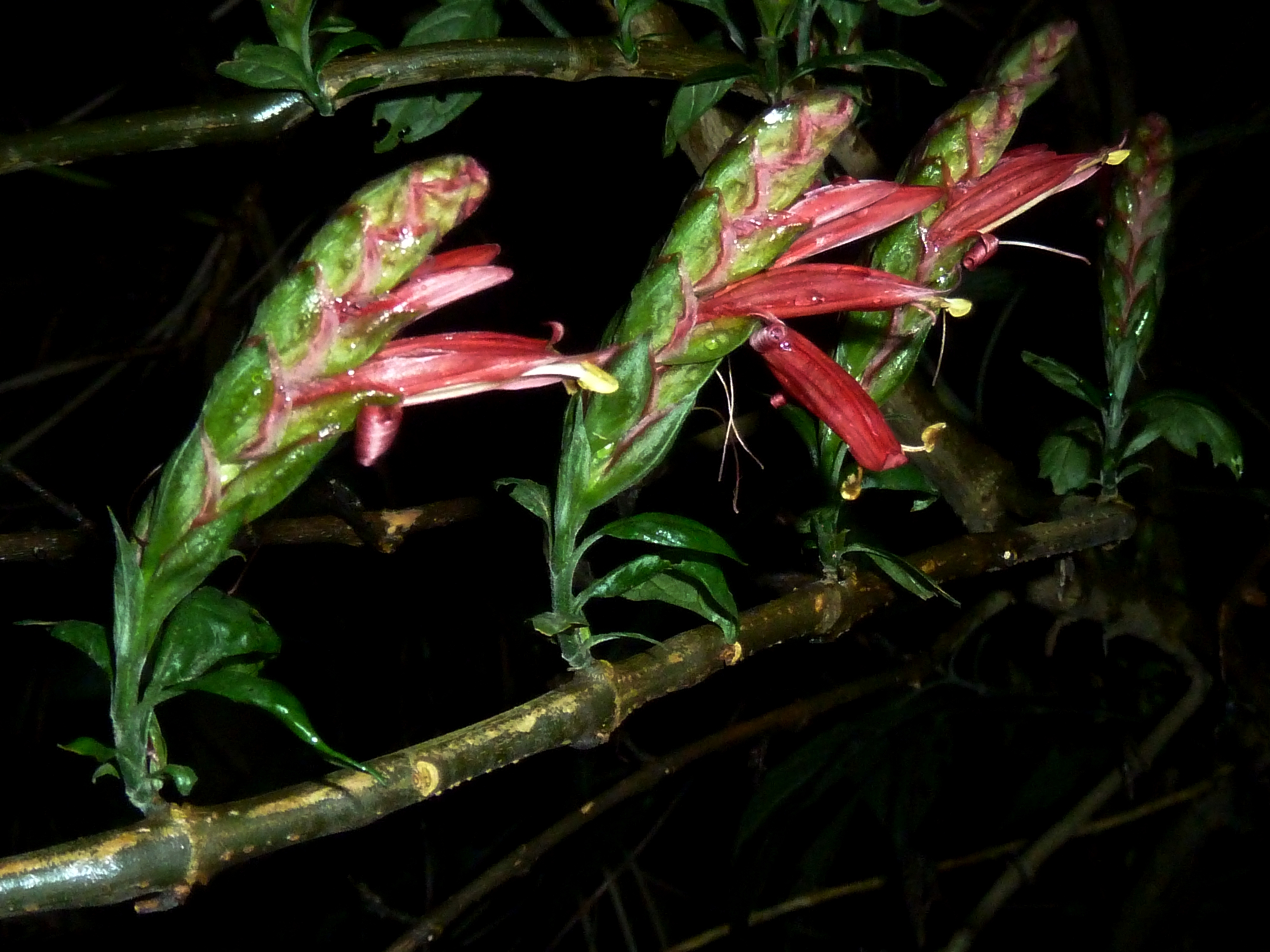